# Ctenolimnophila (Campbellomyia) brevitarsis
Ctenolimnophila (Campbellomyia) brevitarsis is een tweevleugelige uit de familie steltmuggen (Limoniidae). De soort komt voor in het Australaziatisch gebied.